# Sweet Emotion (chanson d'Aerosmith)
Cet article concerne la chanson d'Aerosmith. Pour la chanson de Nanase Aikawa, voir Sweet Emotion.
Singles de Aerosmith
'S.O.S. Too Bad' 'Walk This Way'
Sweet Emotion est une chanson du groupe rock américain Aerosmith, publiée par Columbia Records en avril 1975 sur l'album Toys in the Attic et parue en single un mois plus tard le 19 mai. La chanson entame une série de succès pop et un succès grand public pour le groupe qui se poursuivra pendant le reste des années 1970. Elle a été écrite par le chanteur Steven Tyler et le bassiste Tom Hamilton, produite par Jack Douglas et enregistrée au studio Record Plant.

## Succès
"Sweet Emotion" est sorti en tant que single le 19 mai 1975 et culminait à la 36ème place du Billboard Hot 100, devenant ainsi le single révolutionnaire du groupe et son premier hit dans le Top 40. Le jour où il atteignit la 36e place du palmarès américain, le 19 juillet 1975, Aerosmith fut engagé lors d’un concert à Central Park à New York, le "Schaefer Music Festival". La chanson et par conséquent l’album qui fait partie du Top 10 connaissent un tel succès que le groupe décide de racheter son succès et de rééditer l’un de leurs premiers singles, la ballade puissante "Dream On", qui avait à l’origine figuré à la 59e place en 1973. La version republiée atteint ensuite le numéro 6, ce qui représente la meilleure performance graphique du groupe dans les années 1970. "Sweet Emotion" reste un succès à notre époque, après avoir vendu plus de trois millions de téléchargements numériques. 

## Interprétation lyrique
De nombreux fans d'Aerosmith pensent que Steven Tyler a écrit toutes les paroles de la chanson sur la tension et la haine entre les membres du groupe et la première femme de Joe Perry. Tyler lui-même a déclaré que seules certaines des paroles avaient été inspirées par la femme de Perry. Il est écrit dans "Walk This Way", l'autobiographie révélatrice d'Aerosmith ainsi que dans un épisode de "Behind the Music" qui raconte des querelles grandissantes entre les épouses des membres du groupe (y compris un incident impliquant du "lait renversé" où Elyssa Perry a jeté le lait sur l'épouse de Tom Hamilton, Terry) peut avoir contribué à la dissolution de la formation originale du groupe au début des années 1980.
La ligne "Tu ne peux pas m'attraper / Parce que le lapin est mort" est une référence au test de grossesse. 

## Structure de la chanson
"Tom Hamilton a écrit la musique de "Sweet Emotion", se souvient le producteur Jack Douglas. "Il avait cette ligne de basse. Et quand Joey Kramer est entré, il a joué en 2/4 plutôt qu'en 2/3, ainsi il jouait à l'envers. Quand nous avons entendu cela, nous nous sommes dit: «Oh, mon vieux, c'est magique».
"Sweet Emotion" est une chanson hard rock avec un riff de basse répété suivi du marimba, joué au début par Jay Messina. Steven Tyler secoue un sachet de sucre à la place des maracas, car aucun n’était disponible. L’introduction est construite avec l’utilisation d’un talk box de Joe Perry, qui est devenue l’une des utilisations les plus connues de ce gadget pour guitare dans la musique populaire (la guitare de Perry "chante" la ligne "sweet emotion" sur le riff de basse de Hamilton). Finalement, Tyler se joint à lui et chante à l'unisson avec le talk box de Perry. Le talk box utilisé s'appele The Bag, fabriqué par Kustom Electronics. Le dispositif, maintenant abandonné, a été utilisé par d'autres guitaristes, notamment Peter Frampton et Joe Walsh.
Sur la compilation 1980 de "Aerosmith's Greatest Hits", "Sweet Emotion" apparaît sous forme modifiée. L'introduction de la basse et du talk box est supprimée et la chanson commence par le refrain qui précède le premier couplet. Le solo de guitare à la fin de la chanson est également supprimé et la chanson se termine par le refrain, qui se répète à mesure que la pièce s’efface. Cette édition a été utilisée pour l'édition unique de la chanson, qui a été remplacée lors de pressages ultérieurs par la version officielle de l'album de "Toys in the Attic".

## Compilations et versions live
La chanson a été incluse dans presque toutes les compilations et tous les albums live d'Aerosmith, y compris "Aerosmith's Greatest Hits", "Pandora's Box", "Pandora's Toys", "O, Yeah! Ultimate Aerosmith Hits", "Devil's Got a New Disguise", "Live! Bootleg", "Classics Live I", "A Little South of Sanity", "Greatest Hits 1973–1988" et "Rockin' the Joint".
La chanson est fréquemment citée comme étant la pièce phare d'Aerosmith, notamment dans "World Almanac and Book of Facts", et rivalise régulièrement avec "Dream On" et "Walk This Way" pour le titre de la "chanson emblématique" du groupe.
Elle est souvent incluse dans les listes des "meilleures chansons" ou des "meilleures chansons rock", y compris le classement n ° 408 des 500 plus grandes chansons de tous les temps du magazine Rolling Stone.

## Réédition
L'enregistrement original a été remixé par David Thoener et est sorti en single en 1991, en coordination avec la sortie du coffret "Pandora's Box" du groupe, bien que la version remixée ne soit pas dans le coffret. Les différences par rapport à l'original sont que la batterie est mixée plus fort avec plus de réverbération, et la chanson elle-même est plus longue de trente secondes. Un nouveau clip vidéo a été filmé et publié à l'appui du single. La version republiée a atteint le numéro 36 sur les charts Mainstream Rock Tracks et le numéro 74 au Royaume-Uni. La version remixée a par la suite été publiée sur la bande originale du film Armageddon de 1998.

## Vidéo-clip
La vidéo de la version republiée est basée sur une conversation sexuelle par téléphone. La vidéo, réalisée par Marty Callner, montre un jeune homme sous sa couverture avec un magazine qui annonce une ligne téléphonique de sexe. Le jeune homme, qui dit être un avocat âgé de 26 ans, et la téléphoniste sexuelle se parlent pendant un moment, jusqu'à ce qu'une scène montre le groupe jouant dans un sous-sol (cette partie de la vidéo était en réalité enregistrée dans un ancien entrepôt du Charlestown Navy Yard, qui a été remplacé par l'ancien appartement du groupe au 1325 Commonwealth Avenue à Boston). Il alterne entre la performance de "Sweet Emotion" et la conversation téléphonique entre le jeune homme et la téléphoniste. Tout à la fin, la téléphoniste et le jeune homme sont très différents de ceux au début, elle est une femme âgée en surpoids avec un bébé vivant dans une maison délabrée alors que lui est un adolescent. Pendant la majeure partie de la vidéo, Perry joue de la Gibson Les Paul mais fait son solo sur une Fender Stratocaster.
La vidéo est aussi un hommage au film de 1983, Risky Business, en ce que les scènes d'ouverture du jeune homme parlant à la femme sont presque identiques à celles du film du personnage de Tom Cruise parlant au téléphone à la call-girl.

## Au cinéma et à la télé
À noter que la chanson est la trame officielle du club de hockey les Rangers de New York. Elle apparaît également dans le film Starsky et Hutch en 2004, dans Armageddon en 1998, dans l'épisode 11 de la saison 1 de la série Prison Break en 2005, dans le film Transformers 3 : La Face cachée de la Lune en 2011 ainsi que dans Les Miller, une famille en herbe en 2013, elle est également mentionnée dans le film Be Cool de 2005. On peut également l'entendre dans le film War Dogs en 2016 et à la fin du film Spenser Confidential de 2020. Elle est aussi utilisée en introduction dans le film Génération rebelle de Richard Linklater sorti en 1993.

## Personnel
- Steven Tyler : chant, sachet de sucre, vibraslap
- Joe Perry : guitare solo, talk box, chœurs
- Brad Whitford : guitare rythmique
- Tom Hamilton : basse
- Joey Kramer : batterie, percussions

## Personnel additionnel
- Jay Messina : marimba